# Roberto Pinto
Roberto Gonçalves Pinto (* 22. August 1978 in Stuttgart-Wangen, Deutschland) ist ein ehemaliger portugiesischer Fußballspieler und jetziger -trainer.

## Sportliche Laufbahn
Pinto spielte ab 1984 zunächst in der Jugend des VfL Stuttgart-Wangen (heute SportKultur Stuttgart) und kam 1991 zum VfB Stuttgart. Dort wurde er zweimal in Folge deutscher B-Jugend-Meister. 1996 kam er zunächst zu den Amateuren des VfB Stuttgart, bevor er 1999 zu den Stuttgarter Profis berufen wurde.
Von 1998 bis 2001 spielte Pinto für den VfB Stuttgart insgesamt 52-mal in der Bundesliga. Zur Saison 2001/02 wurde er von Hertha BSC verpflichtet, wo er bis 2004 als rechter „Flügelflitzer“ 34-mal zum Einsatz kam. Im Jahr 2002 gewann er mit Hertha den Ligapokal. Nachdem sein Vertrag bei Hertha BSC nicht verlängert worden war, war er ein halbes Jahr vereinslos. Zu Arminia Bielefeld gewechselt, fungierte er dort ab Januar 2005 als „Joker“ unter den Trainern Uwe Rapolder und danach Thomas von Heesen.
Pinto spielte auch für die portugiesische U21-Nationalmannschaft.
Ab der Saison 2006/07 lief Pinto für den Grasshopper Club Zürich auf. Er unterschrieb dort einen Vertrag über zwei Jahre. Da er zuletzt keine Rolle mehr in den Planungen von Coach Hanspeter Latour spielte, löste Pinto seinen Vertrag bereits zum Ende des Jahres 2007 auf und wechselte zurück nach Deutschland zum SV Sandhausen in die Regionalliga Süd.
Mit Sandhausen qualifizierte er sich 2008 für die neu gegründete 3. Liga. In den folgenden Jahren wurde er eine feste Größe auf der rechten Mittelfeldseite der Sandhäuser. Über 100 Drittligaspiele absolvierte er für den Verein und schaffte mit dem SVS in seinem fünften Jahr den Aufstieg in die 2. Bundesliga. Im Sommer 2012 trennte sich Sandhausen von Pinto.
Im Januar 2013 unterschrieb Pinto einen Vertrag beim Oberligisten FC-Astoria Walldorf. Neben der aktiven Karriere trieb Pinto seine Trainerausbildung voran und begann beim FC-Astoria Walldorf im Jugendbereich als Trainer mitzuarbeiten. Im Juli 2014 beendete er seine aktive Spielerlaufbahn und wurde Teammanager bei der Walldorfer U23. Von der Saison 2023/24 an ist er Co-Trainer des 3. Liga-Vereins Hallescher FC. Im Sommer 2024 folgte er Sreto Ristić ebenfalls als Co-Trainer zum SV Sandhausen.

## Erfolge
- DFL-Ligapokal-Sieg mit Hertha BSC 2002
- Aufstieg in die 2. Bundesliga mit dem SV Sandhausen 2012
- UI-Cup-Sieg mit dem VfB Stuttgart 2000

## Auszeichnungen
- 3. Liga-Spieler des Monats im September 2009